# 루비듐

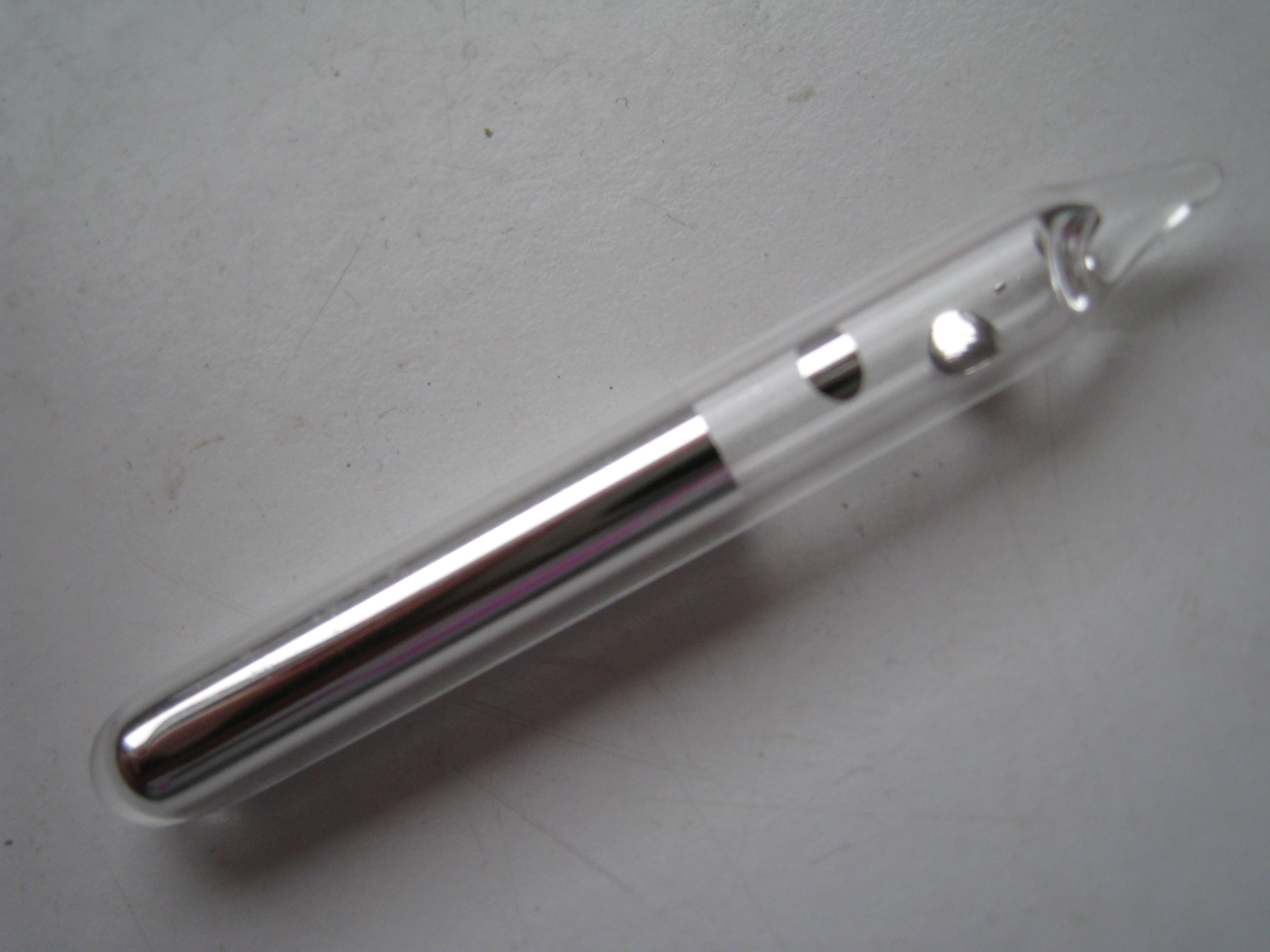

루비듐(←영어: Rubidium 루비디엄[*], 문화어: 루비디움←독일어: Rubidium 루비디움[*])은 화학 원소로 원소 기호는 Rb이고 원자 번호는 37이다. 루비듐은 무르고, 은백색의 알칼리 금속이다. 원자량은 85.4678이다. 자연적인 루비듐은 반응이 격렬하고 아주 빠른 산화 같은 다른 알칼리 금속의 성질을 가지고있다. 자연적인 루비듐은 두가지 동위원소를 가지고 있다. : 85Rb, 은 전체 루비듐의 72%를 차지하는 안정적인 루비듐이다. 나머지 28%는 방사성 붕괴를 하는 87Rb이며 반감기는 488억년이다. 이는 우주의 나이의 3배 보다 더 길다. 반감기가 짧은 것으로는 인공적으로 만들어진 83Rb, 84Rb, 86Rb가 있다.
독일의 화학자 로버트 분젠과 구스타프 키르히호프는 화염방출 분광법으로 1861년 루비듐을 발견했다. 루비듐의 화합물은 다양한 화학적 ,전자적 응용을 가지고 있다. 루비듐 금속은 잘 증발되며 편리한 흡수 스펙트럼 범위를 가지고 있어 주로 레이저에 의한 원자 조작에 잘 쓰인다.
루비듐은 유기체에 필수적이나 잘 알려져 있지 않다. 그러나 실제로 루비듐 이온은 어떤 면에서는 칼륨 이온과 비슷하게 활발히 식물과 동물 세포에 의해 섭취된다.

## 특징
루비듐은 아주 부드럽고, 연성을 가지고 있으며 은백색의 물질이다. 루비듐은 비방사성 알칼리 금속중 두 번째로 많이 양전기를 띤다. 녹는점은 39.3 °C (102.7 °F)이다. 다른 알칼리 금속과 비슷하게 루비듐 금속은 물과 격렬하게 반응하며 수은, 금, 철, 세슘의 합금, 칼륨과 아말감을 형성한다. 하지만 같은 족인 리튬과는 아말감을 형성하지 않는다. 약한 방사성인 칼륨과 강한 방사성인 세슘과 같이, 물과 루비듐의 반응은 보통 수소 기체를 점화하는데 충분히 강력하다. 루비듐은 자발적으로 공기 안에서 점화한다고 보고된 적이 있다. 루비듐은 406 kJ/mol의 아주 작은 이온화에너지를 가지고 있다. . 루비듐과 칼륨은 불꽃 실험에서 아주 비슷한 보라색을 보여준다. 이 때문에 이 둘을 구별하는데 분광학이 필요하다.